# Prozatímní státní rada
Prozatímní státní rada (hebrejsky מועצת המדינה הזמנית‎, Mo'ecet ha-medina ha-zmanit) byl dočasný zákonodárný sbor, který existoval v období krátce před založením Izraele v květnu 1948 až do prvních parlamentních voleb v lednu 1949. Navazoval na předchozí parlamentní sbor Asifat ha-nivcharim existující v letech 1920–1949.
Tento zákonodárný sbor vznikl původně 12. dubna 1948 pod názvem Mo'ecet ha-am (hebrejsky: מועצת העם‎, doslova „Rada lidu“ nebo „Národní rada“). Stalo se tak v rámci příprav na vyhlášení nezávislosti, které proběhlo zhruba o měsíc později. Rada měla 37 členů zastupující všechny části židovského politického spektra, od revizionistů až po komunisty. Zároveň k radě existovalo ještě zvláštní třináctičlenné těleso, Minhelet ha-am, které bylo zárodečnou vládou (kabinetem), jehož členové byli zároveň i členy Mo'ecet ha-am.
Dne 14. května 1948 ve 13.50 se Mo'ecet ha-am sešla v budově Židovského národního fondu v Tel Avivu, aby hlasovala o textu deklarace nezávislosti. Navzdory neshodám nad některými tématy, jako jsou hranice a náboženství, byla deklarace jednomyslně schválena a setkání skončilo v 15.00, tedy hodinu před tím, než měla být deklarace vyhlášena. Pod deklaraci se pak podepsalo všech 37 členů.
Po vyhlášení nezávislosti byl orgán přejmenován na Prozatímní státní radu. Její poslední zasedání se konalo 3. února 1949.
Prezidentem Státní rady se stal Chajim Weizmann, který se tak de facto stal hlavou státu až do února 1949, kdy byl zvolen prezidentem Izraele.

## Členové
| strana                                           | křesel | členové |
| ------------------------------------------------ | ------ | --- |
| Mapaj                                            | 10     | David Ben Gurion, Me'ir Argov, Jicchak Ben Cvi, Elijahu Dobkin, Eli'ezer Kaplan, Avraham Kacnelson, Golda Meyersonová (Meirová), David Remez, Mordechaj Šatner, Moše Šaret |
| Všeobecní sionisté                               | 3      | Dani'el Auster, Elijahu Berligne, Perec Bernstein |
| ha-Cohar                                         | 3      | Herzl Rosenblum, Cvi Segal, Ben-Cijon Sternberg |
| Mapam                                            | 3      | Mordechaj Bentov, Cvi Lurie, Aharon Cizling |
| Mizrachi                                         | 3      | Wolf Gold, Jehuda Lejb Majmon, David Cvi Pinkas |
| Nová alija/ Progresivní strana                   | 3      | Avraham Granot, Moše Kol, Pinchas Rosen |
| Agudat Jisra'el                                  | 2      | Me'ir David Loewenstein, Jicchak-Me'ir Levin |
| Ha-Po'el ha-Mizrachi                             | 2      | Chajim-Moše Šapira, Zerach Warhaftig |
| Po'alej Agudat Jisra'el                          | 1      | Kalman Kahana |
| Achdut ha-avoda - Poalej Cijon                   | 1      | Berl Repetur |
| levicová frakce Poalej Cijon                     | 1      | Nachum Nir |
| Palestinská komunistická strana/Maki             | 1      | Me'ir Vilner (po vyhlášení nezávislosti jej nahradil Šmu'el Mikunis) |
| Sefardové a orientální komunity                  | 1      | Bechor-Šalom Šitrit |
| Mezinárodní ženská sionistická organizace (WIZO) | 1      | Rachel Kohen-Kagan |
| Jemenitské sdružení                              | 1      | Sa'adja Kobaši |
| nezávislí                                        | 1      | Jicchak Gruenbaum |